# DSj (Inschrift)
DSj ist die Bezeichnung einer Inschrift von Dareios I. (D). Sie wurde in Susa (S) entdeckt und von der Wissenschaft mit einem Index (j) versehen. Der Text liegt fragmentarisch in altpersischer, elamischer und babylonischer Sprache vor.

## Inhalt
„§1. Ich (bin) Dareios, der große König, König der Könige, König auf dieser Erde, des Hystaspes Sohn, ein Achaimenide. 
§2. Es kündet Dareios, der König: Alles, was ich gemacht habe, habe ich nicht anders gemacht, als es Ahuramazda der Wunsch war; so habe ich (es) gemacht; mir war Ahuramazda freund(lich gesinnt); was ich gemacht habe, das alles war für mich erfolgreich.
§3. Es kündet Dareios, der König: Nach dem Willen Ahuramazdas, - (jedem,) der diesen Palast betrachtet, der von mir errichtet worden (ist), jedem erscheine er wundervoll; mich soll Ahuramazda schützen und mein Land.“

## Beschreibung
Die Inschrift DSj ist auf einer Säulenbasis angebracht und enthält den fragmentarisch erhaltenen Text in altpersischer, elamischer und babylonischer Sprache. Der altpersische Text besteht aus 6, der elamische und babylonische Text aus je 5 Zeilen. Alle drei Sprachversionen sind unvollständig erhalten. Der altpersischen Version fehlen die ersten Zeichen und auf der rechten Seite ist mehr als die Hälfte abgebrochen. Der elamische Text ist am besten erhalten. Nach dem ersten Drittel fehlt ein Stück und auf der letzten Seite sind einige Zeichen zerstört. Vom babylonischen Text ist etwa ein Drittel erhalten. Der Verbleib der Säulenbasis ist unbekannt.